# Cosmosoma pyrrhostethus
Cosmosoma pyrrhostethus là một loài bướm đêm thuộc phân họ Arctiinae, họ Erebidae.